# Richelieu: La pourpre et le sang
Richelieu: La pourpre et le sang è un film televisivo del 2014 diretto da Henri Helman.

## Trama
Il cardinale Richelieu presenta il giovane marchese di Cinq-Mars al re Luigi XIII nella speranza che questi ne possa diventare un favorito. Sentendosi quasi intoccabile a causa dei suoi ottimi rapporti con il sovrano e desideroso di emanciparsi dalla pesante autorità del cardinale, Cinq-Mars non esita, su consiglio della duchessa di Mantova Maria Gonzaga, a perseguire disegni piuttosto oscuri fino a coinvolgersi in una vasta cospirazione volta a indebolire il regno di Francia e a pianificare l'assassinio del cardinale. Ma l'armata di spie del cardinale Richelieu scoprono la cospirazione e Cinq-Mars finisce sul patibolo.

## Produzione
Il film è stato girato principalmente in Aquitania, nei dipartimenti della Gironda (castelli di Roquetaillade e di Vayres) e della Dordogna (nei castelli di Beynac, Fayrac, Bourdeilles · , Hautefort, Jumilhac, Puymartin, all'abbazia di Cadouin e al maniero di Gisson a Sarlat, nonché a Trémolat per le scene della chiatta sulla Dordogna.